# Åt helvete för sent
"Åt helvete för sent" är en låt av Lina Eriksson, Mårten Eriksson och Susie Päivärinta.
Låten blev uttagen att delta i Melodifestivalen 2010 men SVT ville inte att den skulle framföras av Mathias Holmgren, som sjöng på demoinspelningen, utan av Rikard Wolff som tackade ja till detta. Låtskrivarna ville att Sara Löfgren skulle framföra den istället för Wolff och när de meddelade honom detta per mail återkallade han sitt "ja tack". SVT svarade med att diskvalificera bidraget från tävlingen.
Låten spelades in och släpptes av Sara Löfgren. Mathias Holmgren släppte en egen version 10 januari 2011.